# Czajka Niżny Nowogród
Czajka Niżny Nowogród (ros. Чайка Нижний Новгород) – rosyjski klub hokeja na lodzie juniorów z siedzibą w Niżnym Nowogrodzie.

## Historia
- Torpedo 2 Niżny Nowogród (-2009)
- Czajka Niżny Nowogród (2009-)

Od 2009 drużyna występuje w rozgrywkach juniorskich MHL. Została pierwszym triumfatorem w historii tej ligi.
Zespół działa jako stowarzyszony z klubem Torpedo Niżny Nowogród z seniorskich rozgrywek KHL.

## Sukcesy
- Złoty medal MHL /  Puchar Charłamowa: 2015, 2023
- Srebrny medal MHL: 2016
- Pierwsze miejsce w Konferencji Wschód w sezonie zasadniczym MHL: 2021

## Szkoleniowcy
- Wiaczesław Rianow (2009-2012)[5][6][7]
- Witor Dobrochotow (2012-2013)[8]
- Wiaczesław Rianow (2013-2018)[9][10][11][12][13]
- Nikołaj Wojewodin (2018-2023)[14][15][16]
- Aleksiej Isakow (2023-)[17]